# Pomaderris humilis
Pomaderris humilis är en brakvedsväxtart som beskrevs av Neville Grant Walsh. Pomaderris humilis ingår i släktet Pomaderris och familjen brakvedsväxter. Inga underarter finns listade i Catalogue of Life.